# Inés Malinow
Lydia Inés Malinow (Buenos Aires, 17 de abril de 1922 - Buenos Aires, 19 de diciembre de 2016) fue escritora, periodista y crítica de ballet.
Pionera en talleres literarios en Argentina. Desarrolló una extensa trayectoria en literatura infantil. Entre 1984 y 1989 fue agregada cultural de la embajada argentina en Bélgica. Fue activa promotora cultural de la danza, contándose como miembro fundadora de la agrupación Asociación Amigos de la Danza, que entre 1962 y 1966 reunió por primera vez en Argentina a representantes de la danza clásica y contemporánea.

## Trayectoria
Estudió danza con Esmée Bulnes, Ana Itelman, Gloria Kazda y Renate Schottelius.
Se graduó en Letras en la Universidad de Buenos Aires. Durante el periodo universitario (década del 40) estuvo detenida en prisión a causa de su oposición a los gobiernos militares y al incipiente peronismo. Esa experiencia es retomada en parte en su última novela, El ruido de la vida (2006).
Malinow comenzó su carrera docente en escuelas de la provincia de Catamarca. En materia de literatura infantil desplegó una amplia labor en la "Colección Bolsillitos" de la Editorial Abril, de la que resultó alrededor de un centenar de libros.
Crítica cultural y crítica de danza desde 1960 para los diarios La Nación, La Prensa, Clarín y en las revistas semanal de La Nación, Lyra, Mundo de la Danza y Dance Magazine (Nueva York). También publicó cuentos en revistas femeninas y otros, con mayor ambición literaria, que reunió en libros.
Como crítica de danza, apoyó a jóvenes coreógrafos, entre ellos colaboró con la formación de Oscar Aráiz.
Sus talleres literarios, de los que fue pionera en su tipo, estuvieron activos entre 1968 y 1985.

## Vida personal
Nació en Buenos Aires pero vivió en Chile, en Perú y en Europa.
Entre otros, fue amiga de Alberto Girri y Adolfo Pérez Zelaschi. Entre muchas de sus relaciones del ámbito de la cultura -y en particular de la Facultad de Filosofía y Letras-se contó Julio Cortázar. Fue a través de Malinow que su amiga Aurora Bernárdez conoció en 1948 a Julio Cortázar en la confitería Bostonpara convertirse en su primera esposa y finalmente en su albacea literaria, una vez fallecido Cortázar.
También fue amiga de Alejandra Pizarnik quien inspiró su libro de poemas Alejandra secreta, basado en las cartas que Pizarnik envió desde Europa a su psicoanalista y amigo León Ostrov, quien obsequió esa correspondencia a Malinow luego de la muerte de Pizarnik. Según relató Malinow, tiempo después esas cartas las devolvió a Ostrov.
Inés Malinow tuvo tres hijas, Gabriela, Claudia y Virginia.

## Obra
- Poemas de estrellas y vientos. Poesía. 1949
- Las canciones de Anna' Sao. Poesía. 1955
- Tiempo deshabitado. Poesía. 1957
- Canciones para mis nenas llenas de sol. Poesía (infantil). 1958
- Versitos para caramelos. Poesía (infantil). 1961
- Desarrollo del ballet en la Argentina. ECA. 1962. Crítica
- Lunes, mi enemigo. Novela. 1962
- Tal vez el amor. Poesía. 1964
- El libro de las nanas. Poesía (infantil). 1966
- Páramo intemperie. Poesía. 1968
- Distancia fija. Cuentos. 1973
- Entrada libre. 1978. Novela
- Máscara y transparencia. Poesía. 1981
- La fascinación. Cuentos. 1983
- La tercera mitad. Cuentos. 1983
- 100 cuentos para leer antes de dormir (infantil). 1988
- Puertas de la noche. Cuentos. 1990
- Plan de dos (Nalidra en Acuario). Editorial Braga. Cuentos, 1992
- María Ruanova. Editorial Planeta. Biografía. 1993
- Allí, enfrente. Cuentos. 1997
- Dice Anna Frank. Editorial Libros de Alejandría. Poesía. 2000
- Alejandra secreta. Poesía. 2002
- Las sábanas del mar. Novela histórica. 2004
- El ruido de la vida. Novela. 2006

### Compilaciones
- Cuentos elegidos. 1973. Surgieron del taller de escritura creativa de Inés Malinow.

### En antologías
- Cuentos de amor de autores argentinos. Marta Giménez Pastor. 1998